# Сухоголовець
Сухоголовець, карпезій (Carpesium) — рід квіткових рослин із родини айстрових.

## Етимологія
Наукова назва походить від дав.-гр. κᾰρπήσῐον — «ароматична деревина, ароматична рослина».

## Морфологічна характеристика
Це багаторічні чи рідше однорічні рослини. Стебло не крилате. Листки чергові, цільні чи зубчасті, сидячі чи на ніжках, які часто крилаті. Квіткові голови дископодібні, гетерогамні, кінцеві або пазушні, сидячі чи на короткій ніжці, зазвичай пониклі, поодинокі чи кілька разом чи багато в колосоподібних китицях. Обгортки приквітків майже кулясті чи вдавлено-кулясті; приквітки в 3 чи 4 ряди. Крайові квіточки жіночі; віночки 3-5-зубчасті. Дискові квіточки двостатеві, численні; кінцівка віночка злегка розширена, 4- або 5-зубчаста, жовтувата. Сім'янки еліпсоподібні, голі, довші за віночок, ребристі, з коротким залозистим дзьобом. Папус відсутній. x = 10, 18.

## Поширення
Зростає у південній частині Євразії. В Україні росте один вид: сухоголовець пониклий (Carpesium cernuum).

## Використання
Деякі види, зокрема, типовий, мають відомі харчові, лікувальні й інші застосування.

## Види
Список за Plants of the World Online
1. Carpesium abrotanoides L.
2. Carpesium cernuum L.
3. Carpesium cordatum F.H.Chen & C.M.Hu
4. Carpesium divaricatum Siebold & Zucc.
5. Carpesium faberi C.Winkl.
6. Carpesium glossophyllum Maxim.
7. Carpesium humile C.Winkl.
8. Carpesium linearibracteatum (F.H.Chen & C.M.Hu) Y.B.Li, T.Deng & H.Sun
9. Carpesium lipskyi C.Winkl.
10. Carpesium longifolium F.H.Chen & C.M.Hu
11. Carpesium macrocephalum Franch. & Sav.
12. Carpesium minus Hemsl.
13. Carpesium nepalense Less.
14. Carpesium rosulatum Miq.
15. Carpesium szechuanense F.H.Chen & C.M.Hu
16. Carpesium trachelifolium Less.
17. Carpesium triste Maxim.
18. Carpesium velutinum C.Winkl.